# Jean Jacques Chagnaud
Jean-Jacques Chagnaud (7 marzo 1953) è un illustratore e fumettista francese. Debuttò nel periodico di Éditions Vaillant  "Pif Gadget" nel 1973 come colorista.

## Biografia
Nato nella regione francese della Charente, Jean-Jacques Chagnaud ha adempiuto agli obblighi militari e nel 1972 si è trasferito a Parigi, dove ha trovato lavoro come supervisore del molo notturno alle Halles de Rungis. Incontra il fumettista Philippe Luguy, che lo assume nella redazione di Pif Gadget dal 1973, e poi per molte altre riviste. Il suo primo saggio è stato sul personaggio di Sylvio Grillon. Ha quindi lavorato in modo tradizionale, a mano. In seguito, ha utilizzato gli strumenti informatici senza alcuna riluttanza. Ha collaborato con autori come Rodolphe, Julio Ribera, Paul Gillon, Fred.
Si è stabilito a Lizio nel 1996, con la moglie e i figli. Nel 2003 è stato uno degli ospiti d'onore del festival BD en Bordelais. Nel 2012, l'associazione Art & Renaissance ha organizzato una retrospettiva sulla sua carriera a Guéhenno.

## Lavori
- 1975: Le Vagabond des Limbes
- 1985: Le pays d'Aslor
- 1988: Les Insurgents; ISBN 2-7234-0859-0[7]
- 1989: L'Habit rouge; ISBN 2-7234-1153-2[8]
- 1992: La Mouette; ISBN 2-7234-1473-6[9]
- 1993: 666
- 1996: Le Bras du démon
- 1998: Le Chant d'Excalibur; Tome 1
- 1999: Vieux Fou!
- 1999 al 2007: Le roman de Malmort
- 2003: Petit d'homme; Tome 3;
- 2004: Où le regard ne porte pas...[10][11], - Grand prix RTL de la bande dessiné[12]e, Prix Saint-Michel de la meilleure BD francophone[13]
- 2004: Piccolo le fou triste
- 2005: Black Op
- 2006: La Liste 66[5].
- 2007: Voyageur
- 2008: Croisade
- 2014-2016: Le Gouffre de Padirac (colore), con e Laurent Bidot (sceneggiatura) e Lucien Rollin (disegno), Glénat, (coll. "Grafica"):

1. Edouard-Alfred Martel e l'incredibile scoperta[14],
2. L'invenzione di una visita straordinaria,
3. Ritorno sulle favolose imprese.